# Волфганг Вайкхарт фон Ауершперг
Волфганг Вайкхарт фон Ауершперг (на немски: Wolfgang Weikhart Freiherr von Auersperg; * 1583; † 1665/ 24 април 1666) е австрийски благородник, фрайхер от фамилията Ауершперг.

## Произход
Той е третият син (от 13 деца) на фрайхер Волфганг Зигмунд фон Ауершперг (1543 – 1598) и съпругата му Фелицитас фон Виндиш-Грец (1560 – 1615), внучка на Зигфрид фон Виндиш-Грец (1485 – 1541), дъщеря на фрайхер Якоб II фон Виндиш-Грец (1524 – 1577) и Анна Мария фон Велц († 1564). Внук е на фрайхер Зигмунд Николаус фон Ауершперг (1522 – 1591) и фрайин София фон Фолкенсторф (1520 – 1570).
Волфганг Вайкхарт фон Ауершперг умира на 82 години през 1665/ или на 24 април 1666 г. Синът му Карл Вайкхард фон Ауершперг (1630 – 1685) е издигнат на граф на 15 юли 1673 г.

## Фамилия
Волфганг Вайкхарт фон Ауершперг се жени 1626 г. за фрайин Анна Зецима де Зецимова-Аусти от Усти († 17 август 1664), дъщеря на Ян/Йохан Зецима де Зецимова-Аусти († 1617) и Сибила Пенцик фон Пентцинг. Те имат седем деца:
- Фолкхард фон Ауершперг (1626 – 1659), фрайхер
- Евзебия Сабина фон Ауершперг (1628 – 1659), фрайин, омъжена 1653 г. за Йохан Фердинанд фон Цинцендорф (* 3 август 1628; † 1686), става граф на 16 ноември 1662 г. във Виена, син на фрайхер Георг Хартман фон Цинцендорф (* 1603; † 24 август 1632) и Сабина фон Золмс-Браунфелс-Грайфщайн (* 9 юли 1606).
- Адолф фон Ауершперг (* 3 август 1629, Пургстал, Долна Австрия; † 21 март 1642, Зеебарн), фрайхер
- Карл Вайкхард фон Ауершперг (* 4 август 1630, Ротенхауз; † 15 ноември 1685, Пургщал), граф на 15 юли 1673 г., женен на 25 април 1662 г. за графиня Мария Магдалена Хенкел фон Донерсмарк (* 1633; † 3 декември 1692); имат 11 деца
- Мария Елизабет фон Ауершперг (* ок. 1632; † 1669), фрайин, омъжена 1657 г. за фрайхер Георг фон Цинцендорф (* ок. 1631; † 1688)
- Волфганг Максимилиан фон Ауершперг (1633 – 1705), граф, женен 1670 г. за фрайин Сузана Елизабет фон Полхайм (* 4 януари 1647; † 1716); имат 13 деца
- София фон Ауершперг (1634 – 1701), фрайин, омъжена 1662 г. за фрайхер Йохан фон Грюнбюхел († 1699)